# Keyboard Cat
Keyboard Cat es un meme de internet. Se trata de un vídeo de 1984 de una gata llamada Fatso que toca un tema alegre en un sintetizador vestida con una camiseta azul. El vídeo fue publicado en YouTube con el título Charlie Schmidt's cool cat en junio de 2007. Schmidt más tarde cambió el título a Charlie Schmidt's Keyboard Cat! - THE ORIGINAL!.
Fatso, que murió el 8 de marzo de 1987 a los 9 años pertenecía a Charlie Schmidt, quien realizó el vídeo. La camiseta azul que llevaba la gata era del hijo de Schmidt, Cody, entonces un bebé. En 2009, Schmidt compró un gato nuevo que era similar a Fatso en apariencia, al cual llamó Bento. Debido a su parecido, grabó un vídeo similar al de Fatso, llamado Keyboard Cat REINCARNATED! (que también fue un éxito en internet pero no tan grande como el original) Bento falleció el 17 de marzo de 2018 a los 8 años.
Más tarde, Brad O'Farrell obtuvo el permiso de Schmidt para reutilizar el material audiovisual para añadirlo al final de tomas falsas o accidentes graciosos grabados en vídeo. La costumbre de agregar el vídeo de Schmidt a otros vídeos virales se hizo popular; los vídeos portaban títulos como «Play Him Off» ('llévatelo del escenario con música') «Keyboard Cat» o una variante. Keyboard Cat ocupó el puesto número 2 en la lista de Current TV de los 50 mejores vídeos virales.

## Videos

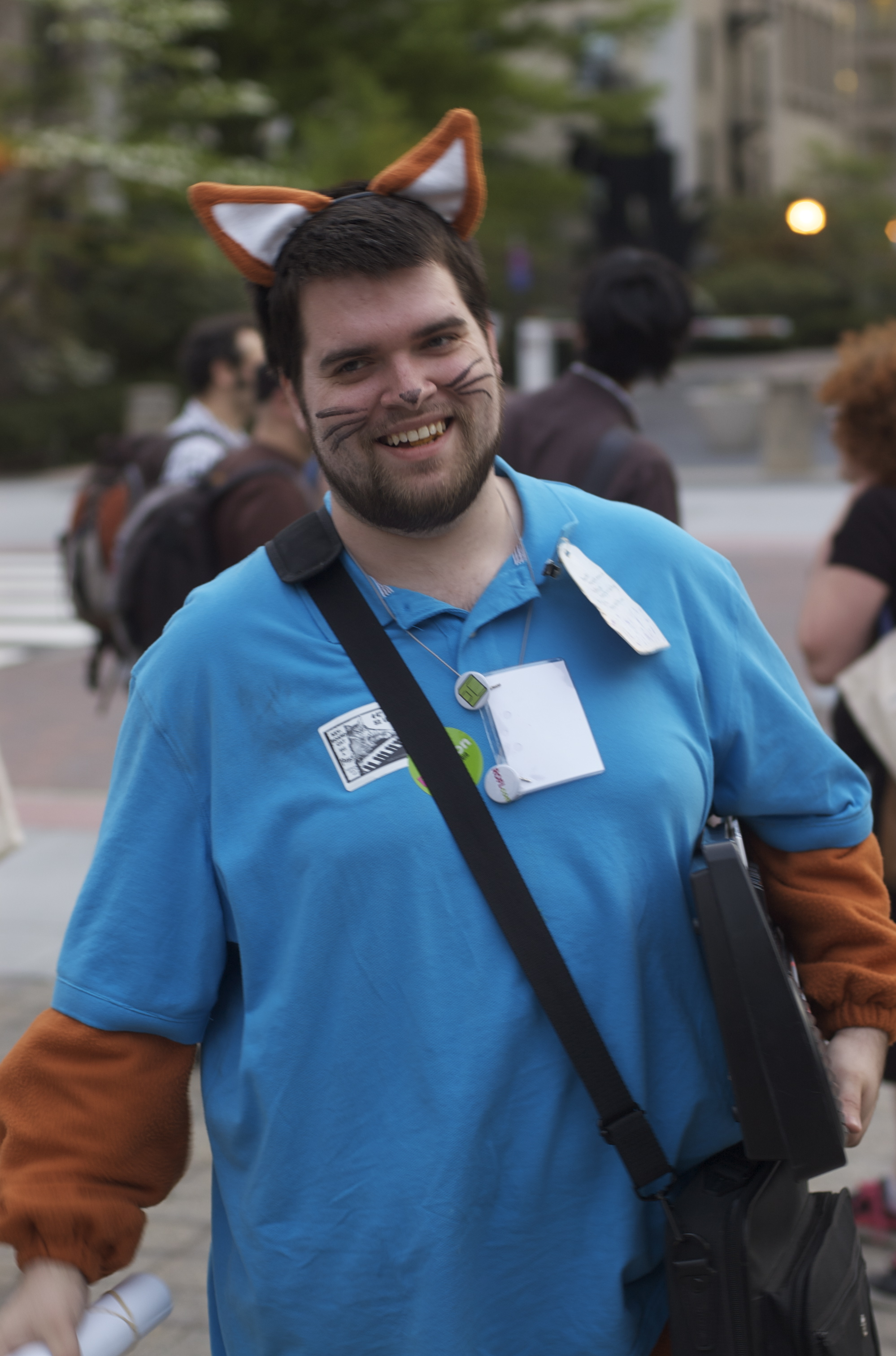
Brad O'Farrell en ROFLcon II.

El primero de esos vídeos de Keyboard Cat, titulado Play Him Off, Keyboard Cat fue creado por Brad O'Farrell, que se aseguró el permiso de Schmidt para utilizar material del vídeo y solicitó a Schmidt que permitirá que cualquiera pudiera utilizar el material con o sin permiso. Actualmente existen más de cuatro mil vídeos con dicho material, compilados en una página web creada con este propósito.

## Apariciones en otros medios
Keyboard Cat fue popularizado por varios actores y presentadores y series de televisión: Stephen Colbert lo introdujo  el 18 de mayo de 2009, en The Daily Show with Jon Stewart. En los MTV Movie Awards de 2009, Andy Samberg sugirió en su monólogo de apertura que los ganadores cuyo discurso se extendiera demasiado serían interrumpidos por Keyboard Cat. Kato Kaelin imitó a Keyboard Cat en un segmento de Tosh.0 titulado «Keyboard Kato» en el primer episodio de la serie. En el episodio de Mad «Avaturd / CSiCarly», Keyboard Cat aparece como líder de la música de los Na'vi junto a otros personajes azules que parodian la película Avatar de James Cameron.
Keyboard Cat también ha aparecido en un anuncio de televisión para Wonderful Pistachos donde el gato de Charlie Schmidt aparece rompiendo las cáscaras durante la canción. Asimismo, durante la gira de verano de 2009 de Weezer con Blink-182, Keyboard Cat interrumpía a la banda cada noche al final de su actuación.
Varios videojuegos han explotado la popularidad del meme, como el juego de Nintendo DS, Scribblenauts, en el que el jugador puede convocar a numerosos objetos para ayudar en la resolución de puzles, Keyboard Cat aparece como uno de los varios posibles memes de Internet que pueden asistir al jugador. El éxito de Scribblenauts durante la convención Electronic Entertainment Expo 2009 se atribuye parcialmente a la popularidad del meme. Un huevo de Pascua del anuncio de Activision Blizzard para el juego World of Warcraft: Cataclysm revela al antagonista, Deathwing, al teclado con el texto «Keyboard Cataclysm: Play 'em Off, Deathwing». La compañía de videojuegos Ubisoft también parodia a Keyboard Cat en su video de Splinter Cell: Conviction, titulado «Play Him Off, Keyboard Sam».  La nueva versión de Xbox Live Arcade de Earthworm Jim incluye un personaje inspirado en Keyboard Cat.
El 10 de octubre de 2019, El lugar "Discoteca FlyBento" apareció en Google Maps, claramente lleva una referencia (también referenciado como homenaje) a Bento.